# Tomatin (Schottland)
Tomatin (Gälisch Tom Aitinn) ist ein Dorf in der schottischen Council Area Highland. Tomatin liegt am Findhorn etwa 22 km südöstlich von Inverness und westlich von Grantown-on-Spey. Über die einige hundert Meter östlich verlaufende A9, die Edinburgh mit Thurso verbindet, ist Tomatin an das Fernstraßennetz angebunden. Die Highland Main Line tangiert das Dorf, der Bahnhof wurde jedoch aufgelassen.
Mit der gleichnamigen Whiskybrennerei Tomatin liegt die ehemals größte Malt Whisky-Brennerei in Tomatin.

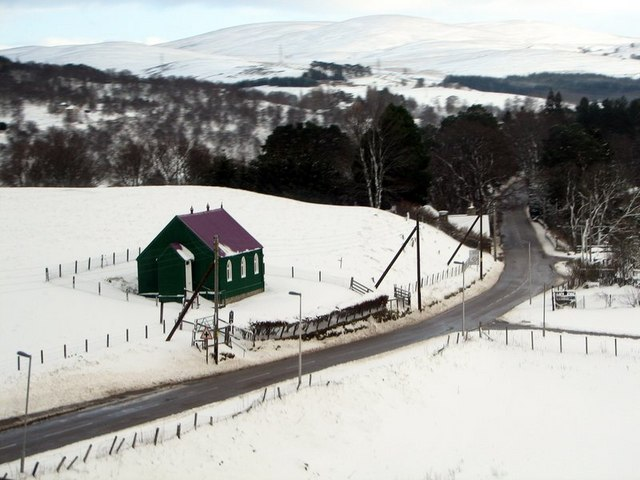
Kapelle in Tomatin
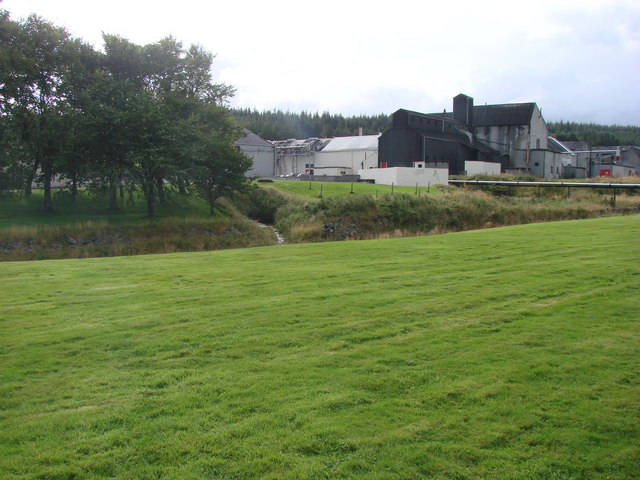
Tomatin-Whiskybrennerei
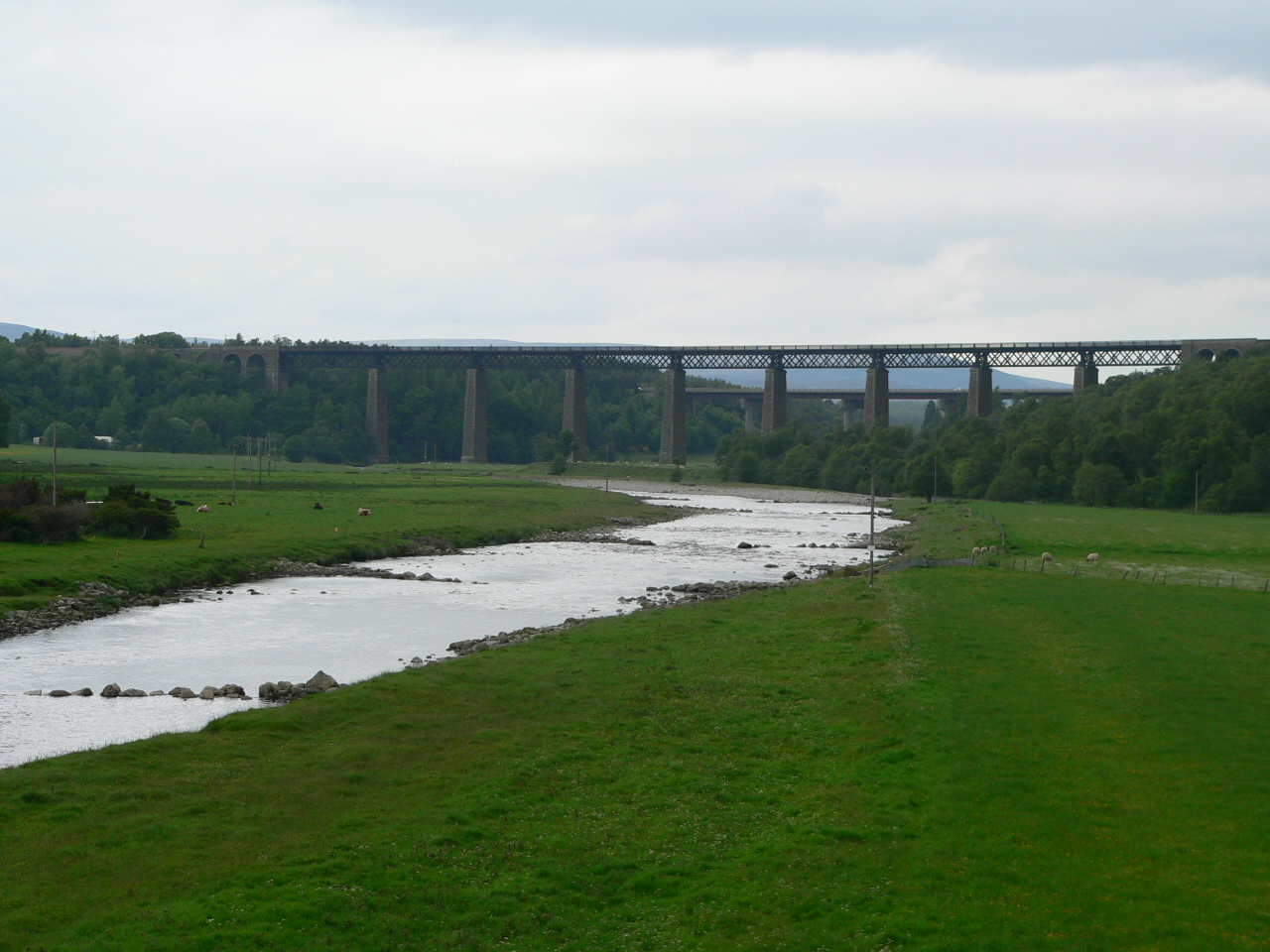
Brücken der Highland Main Line und der A9 über den Findhorn bei Tomatin